# Estadio Piedades de Santa Ana
El Estadio Piedades de Santa Ana es un estadio ubicado en el distrito de Piedades de Santa Ana, Costa Rica. Tiene capacidad para 2000 aficionados. Es utilizado como sede de local por el Santa Ana FC de la Primera División de Costa Rica.